# Arnold Wesker (seriefigur)
Arnold Wesker, eller Buktalaren (en: Ventriloquist), är en seriefigur som förekommer i DC Comics berättelser om Batman. Figuren är mest känd för sin brottsliga personlighet, som representeras av en docka med namnet Scarface. Han gjorde sin debut i Detective Comics #583 (1988), och skapades av Alan Grant, John Wagner och Norm Breyfogle.

## Fiktiv biografi
En undergiven och tystlåten man med namnet Arnold Wesker planerar och genomför sina brott genom en docka med namnet Scarface, med klädsel och personlighet som är typisk för en 1920-tals gangster. Hans namn kommer från smeknamnet på Al Capone, efter vilken Scarface är modellerad.
Som en avkomma till en mäktig maffiafamilj utvecklar Wesker en dissociativ identitetsstörning efter att ha sett sin mor mördad av ligister från en rivaliserande familj. Under sin uppväxt är hans enda utlopp buktalning.
Upplagorna Showcase '94 # 8-9 presenterar ett alternativt ursprung. Efter ett bråk på en bar, där han dödar någon under sin våldsamma utströmning av sin undertryckta ilska, skickas Wesker till Blackgate Penitentiary. Han introduceras där till "Woody", en docka huggen från den tidigare galgen av cellkamraten Donnegan. Denne övertygar Arnold om att rymma och döda Donnegan, i en kamp som ger dockan ett ärr, vilket resulterar i Scarfaces födelse.
Wesker låter sin Scarfacepersonlighet göra smutsjobben, vilket inkluderar rån och mord. Han blir till slut helt dominerad av Scarface, som konstant ger honom order och läxar upp honom med verbalt, och även fysiskt, våld. Wesker kan inte uttala bokstaven "B" samtidigt som han buktalar rösten, och ersätter dem med bokstaven "G" i stället (till exempel kallar Scarface Batman ofta "Gatman").
Efter Arnold Weskers död blir en kvinna med namnet Peyton Riley Scarfaces buktalare. Scarface brukar tilltala henne "Sugar".

## Krafter och förmågor
Buktalaren har inga övermänskliga krafter och är inte begåvad i slagsmål. Han är dock en skicklig buktalare, och hans Scarfacepersona är en skicklig kriminell strateg. Dock kan han inte uttala ett ord med bokstaven "B" noggrant utan att röra läpparna, vilket ger Scarface ett talfel. Wesker bär vanligtvis en pistol av något slag, medan Scarface vanligen använder en Thompson. Wesker tenderar dock att visa att han och Scarface erhåller två olika personligheter, vilket leder till att han och Scarface ibland argumenterar mot varandra. Detta ger en fördel till Batman vid flera tillfällen.